# やすいひろさと
やすい ひろさとは、日本の漫画家。男性。神奈川県横須賀市出身・在住。主に成人向け漫画を執筆し、『COMIC Zip』（フランス書院）、『COMIC RIN』（茜新社）他で活躍する。現在商業誌での活動は休止しており、同人サークル「かでんつぁ」で活動を行っている。

## 作品リスト

### 単行本
1. 『女の子は魔法を使う』 （1999年5月、フランス書院〈Xコミックス〉、ISBN 4-8296-7801-1）
2. 『月光館戯曲』 （2000年8月、フランス書院〈Xコミックス〉、ISBN 4-8296-7820-8）
3. 『ホントは好きなんだ＋（ぷらす）』 （2001年8月発売、フランス書院〈Xコミックス〉、ISBN 4-8296-7832-1）
4. 『みるくパーティ』 （2002年11月5日初版発行、フランス書院〈Xコミックス〉、ISBN 4-8296-7851-8）
5. 『魅乳』 （2003年11月発売、フランス書院〈Xコミックス〉、ISBN 4-8296-7867-4）
6. 『天然みるくパイ』 （2005年10月25日発行[5]、茜新社〈TENMA COMICS〉、ISBN 4-87182-796-8）

### アダルトゲーム
- 『ぶるじょあBang！でぃっと』 （原画、ダウンロード版：2006年8月31日発売、パッケージ版：2006年9月22日発売、schoolzone）[6]
- 『らぶらぶボインえるしす』 （キャラクターデザイン・原画、ダウンロード版：2007年8月17日発売、パッケージ版：2007年8月31日発売、team flap）[7]

### 単行本未収録作品
- COMICパピポ（フランス書院）
  - さびしい兎の方程式（2003年8月号）
- ひな缶Hi!（茜新社）
  - ボクらのお姫さま（Vol.3 2004年2月）[8]
  - 主人のつとめ（Vol.4 2004年4月）[8]
  - 狂乱の学び舎（Vol.5 2004年6月）[8]
  - いけないことしましょ!（Vol.7 2004年10月）[8]
- COMIC RIN（茜新社）
  - 濃縮みるくレストラン（Vol.10 2005年9月）[9]
  - ぐらまらすDOG（Vol.11 2005年10月）[10]
  - 令嬢怪盗ミスト（Vol.14 2006年2月）[11]
  - プチママン（Vol.17 2006年5月）[11]
  - ○○禁止ッ!!（Vol.20 2006年8月）[11]
  - ぱふっ! はぁとティーハウス（Vol.22, 24 2006年10, 12月、2007年1, 9, 11、2008年2, 6月号）[11][12][13]
  - おねえちゃんのミルクましゅまろ（2008年3月号）[13]
- アンソロジー（茜新社）
  - でんじゃらすglass（メガネっ娘LOVE 2003年11月）[14]
  - ツインズみるく（ふたなりっ娘LOVE2 2003年11月）[15]
  - 積み重ねられた想いと激情（まま姦4 2006年8月）[16]